# Fitou
Fitou é uma comuna francesa na região administrativa de Occitânia, no departamento de Aude. Estende-se por uma área de 30,25 km². Em 2010 a comuna tinha 1 072 habitantes (densidade: 35,4 hab./km²).
Durante a Roma Antiga, Fitou foi conhecida como Ao Vigésimo (em latim: Ad Vicesimum).